# SATOR AREPO TENET OPERA ROTAS

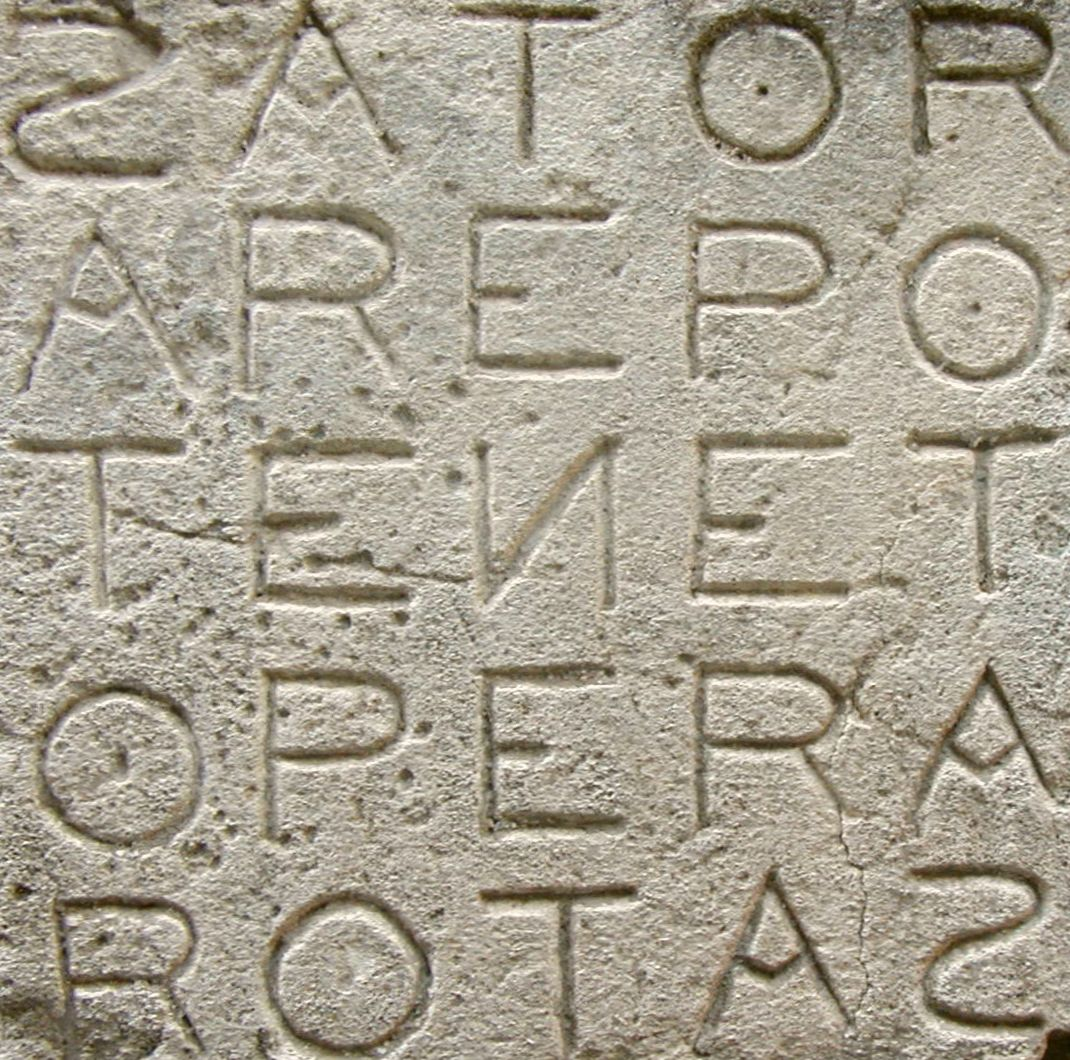
フランス・オペードのSATORスクエア

SATOR AREPO TENET OPERA ROTASは、ラテン語による回文である。SATOR式とも呼ばれ、これを5文字×5文字のワード・スクエアにしたものはSATORスクエア(Sator Square)と呼ばれる。初期のキリスト教や魔術との関連がある。初期の例はヘルクラネウムの遺跡に見られ、一部の学者はユダヤ教やミトラ教などのキリスト教以前の宗教に起因すると考えている。

## 概要

### 文字の配置

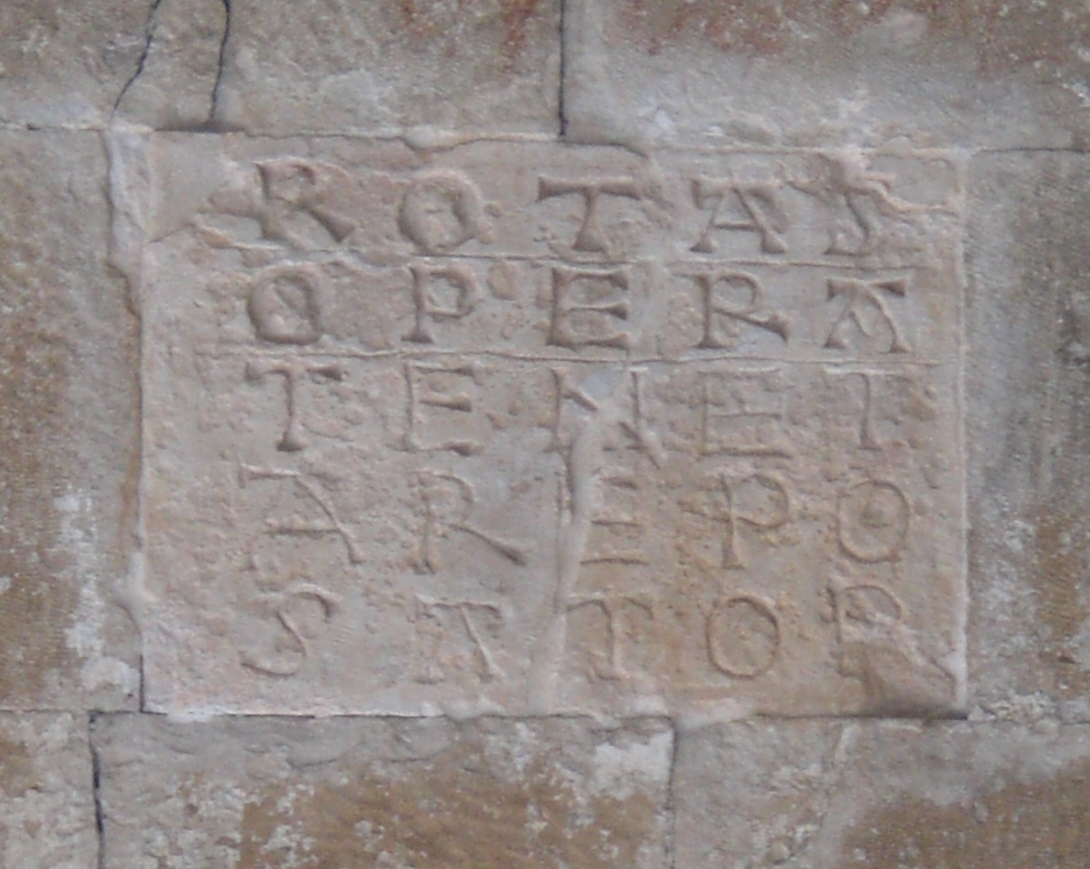
イタリア・カペストラーノの8世紀のSATORスクエア

SATORスクエアは、5つの5文字の単語で構成される5×5の正方形である。合計25文字で構成され、使われている文字は5つの子音（S、T、R、P、N）と3つの母音（A、E、O）の8種類である。最も古い形式は1行目が"ROTAS"だったが、後に"SATOR"で始まるバージョンが一般的となった。
| R O T A S |  | S A T O R |
| O P E R A |  | A R E P O |
| T E N E T |  | T E N E T |
| A R E P O |  | O P E R A |
| S A T O R |  | R O T A S |

これは、正方形の2次元回文であり、文章全体、2つの対角反射、および180度回転の4つの対称性を持つ（正方形の隣接する辺が同じではないため、その対称変換群は位数8の二面体群ではなくクラインの四元群である）。右上から横向き、右上から下向き、左下から右向き、左下から上向きのいずれの読み方でも同じ文章になり、180度回転させても同じになる。

### 翻訳
それぞれの単語の解釈は、次のようになる。
SATOR（主格名詞または呼格名詞。元の単語はserere（種を蒔く））種まき、プランター、創設者、祖先（祖神）、始祖。あるいは文字通りの"seeder"。
AREPO意味不明。おそらく固有名詞であり、創作されたものか、エジプト起源のものと見られる。
TENET（動詞。元の単語はtenere（保持する））[彼/彼女/それが]保持する、保管する、理解する、所有する、学ぶ、保存する、維持する
OPERA（主格、奪格、または対格名詞）仕事、世話、援助、労働、サービス、努力/トラブル; （opusから）:(主格、対格、呼格の名詞）動作、証書; （奪格）努力とともに
ROTAS（rotaの対格複数形rotās）ホイール; （動詞）[あなたが]回す、回転させる

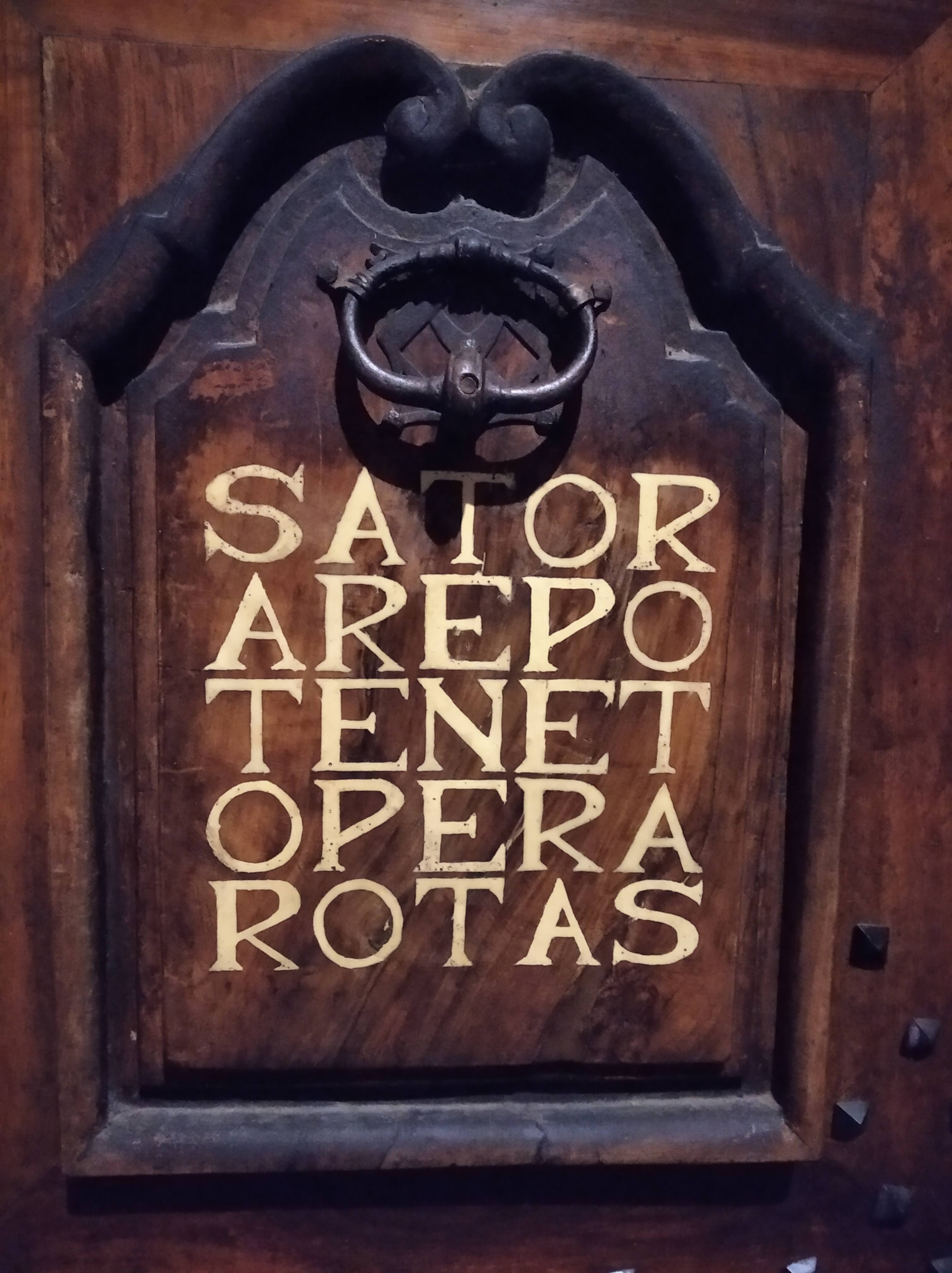
フランス・グルノーブルの木製ドアに描かれたSATORスクエア

考えられる翻訳の1つは、「農民のアレポが仕事として車輪（鋤）を持っている」（鋤で仕事をする）である。また、OPERAを主格ではなく奪格として解釈した場合は、ROTASに焦点が当てられた文章となり、「農民のアレポが努力して車輪を保持する」という意味になる。牛耕式に読んでも、登場する単語は同じであり、ラテン語では語順が非常に自由なので、翻訳は同じになる
。
AREPOという言葉は孤語であり、ラテン文学の他のどこにも現れてない。SATORスクエアの研究者のほとんどは、これが固有名詞であり、ラテン語以外の単語を改作したものか、この文のために特別に考案された名前である可能性が高いことに同意している。ジェローム・カルコピーノは、それがケルト語、特にガリア語で「鋤」を意味する言葉から来ていると考えた。ダーヴィト・ドーブは、それが初期のキリスト教徒によるギリシャ語のἌλφα ω（アルファとオメガ、黙示録1:8など）のヘブライ語またはアラム語での表現を表していると主張した。J・グウィン・グリフィスは、それがアレクサンドリアを経由して、署名されたエジプト人の名前Ḥr-Ḥpから来たもので、「アピスの顔」を意味すると解釈した。古代ギリシャ・ローマ時代のエジプトを起源とする説は、ミロスラフ・マルコビッチも提唱した。マルコビッチは、AREPOは、"SATOR AREPO"に対応すると彼が示唆しているΓεωργός `Aρπονと呼ばれる場所における、昇る太陽の神であるハルポクラテスのラテン語の略語であると主張している。

## キリスト教との関連

SATORスクエアの文字を並び替えて作った十字形

中央の文字Νの周りの文字を再配置することにより、Pater Noster（『主の祈り』の冒頭の2つの単語で、「私たちの父」を意味するラテン語）を垂直方向と水平方向の両方に読み取る十字形を作成できる（右図）。残りの文字（AとOが2文字ずつ）は、キリスト教における神の遍在への言及であるアルファとオメガを表す。 したがって、SATORスクエアは、初期のキリスト教徒がお互いに彼らの存在を表現するための秘密のシンボルとして使用された可能性がある。マンチェスターで発見された2世紀のSATORスクエアは、イギリスにおけるキリスト教の最も初期の痕跡の1つとして解釈されている。
コプト正教会の「バルトスの聖母の祈り」では、キリストがSATOR、AREPO、TENET、OPERA、ROTASと名付けられた5本の釘で十字架にどのように磔にされたかが述べられている。その結果、この言葉の読みはエチオピアの伝統に入り、キリストにつけられた傷の名前になった。エチオピアの伝統では、言葉はわずかに変更されており、SADORは槍による傷、ALADORは右手の傷、DANATは左手の傷、ADERAは右足の傷、RODASは左足の傷である。
カッパドキアでは、コンスタンティノス7世の時代（913 - 959年）に、キリスト降誕の物語に登場する羊飼いはSATOR、AREPON、TENETONと呼ばれていた。初期のビザンチン聖書では、東方三博士の名前はATOR、SATOR、PERATORASとなっている。
一部の学者は、SATORスクエアはミトラ教かユダヤ教に由来するものであると考えている。西暦79年の時点でポンペイにおけるキリスト教徒が多かった可能性が低いことと、キリスト教でラテン語を使用するようになったのはもっと後であるためである。

## 魔術との関連
SATORスクエアは、魔術から牛を守る、旅行中の疲労を回復するなど、さまざまな目的で民俗魔法に使用されてきた。魔法の効果を得るには、特定の素材に書かなければならない、または特定の種類のインクで書かれなければならないと主張されることがある。
SATORスクエアは、ペンシルベニア・ダッチのコミュニティで病気の治癒のために、またロシア正教会の古儀式派のコミュニティで使用されていた。

## 発見

### 歴史上

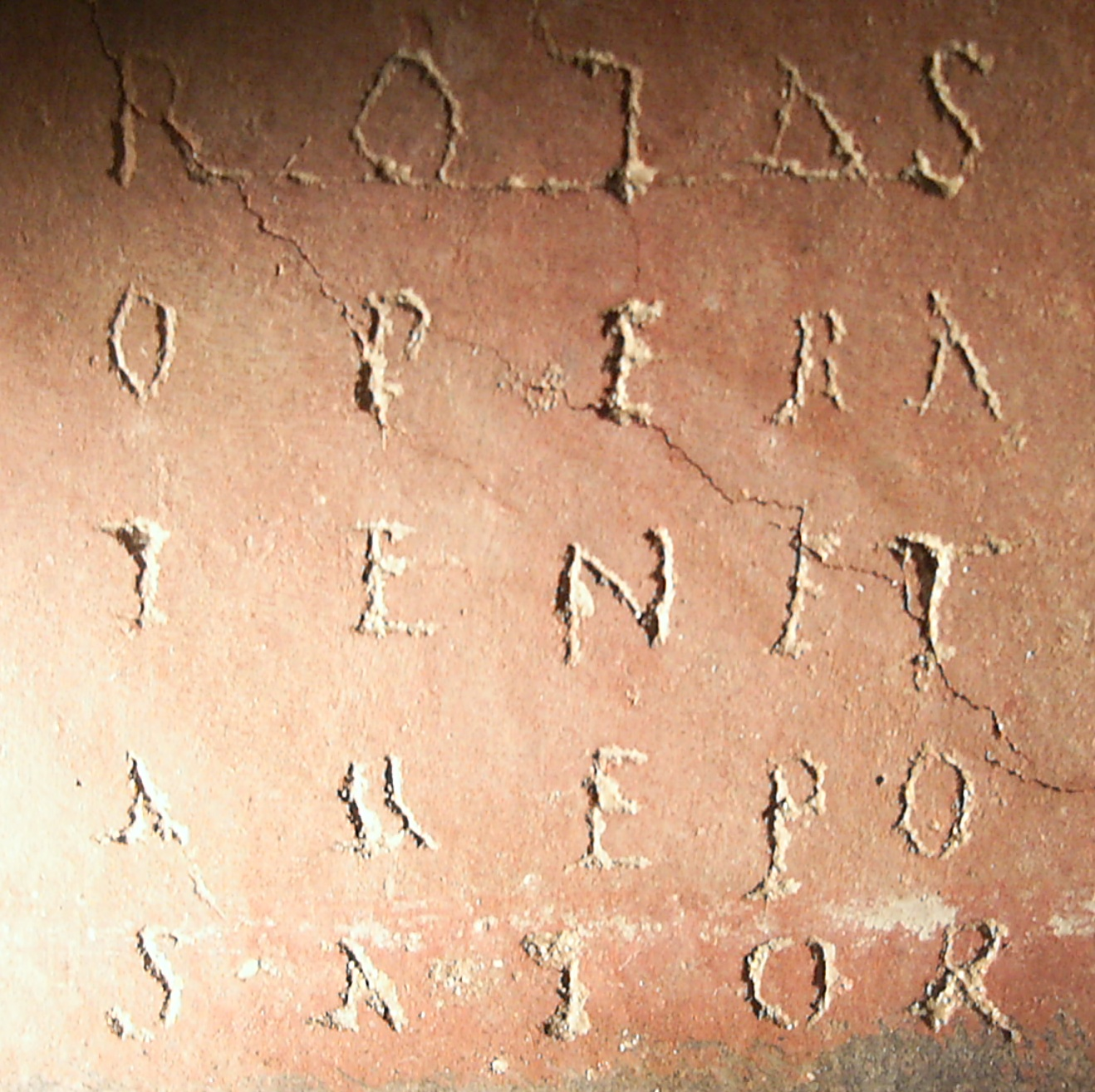
サイレンセスターのSATORスクエア

最も古いSATORスクエアは、西暦79年にヴェスヴィオ火山の噴火によって滅亡したヘルクラネウムの遺跡で発見されたものである。ほかに、ローマのサンタ・マリア・マッジョーレ大聖堂の地下、コリニウム・ドブンノルム（現在のイングランド・サイレンセスター）、ドゥラ・エウロポス（現在のシリア）の発掘でも発見された。
イタリア・アブルッツォ州のカペストラーノ近くにある聖ペテロ・アド・オラトリアムのベネディクト修道院には、SATORスクエアの大理石の正方形の碑文がある。同じく中央イタリアのヴァルヴィシオロ修道院で発見された例では、文字が5つの同心円状の輪を形成しており、それぞれが5つのセクターに分割されている。シエナ大聖堂の外壁と記念碑にもSATORスクエアがある。
イタリア国外では、リヴィングトン教会の敷地内にある石群で見つかった例は、SATOR AREPO TENET OPERA ROTASである。フランス・リュベロンにあるオペードの旧市街の壁にSATORスクエアが刻まれている。

### 大衆文化において
SATORスクエアは、アントン・ヴェーベルンやファビオ・メンゴッツィなど、クラシック音楽や現代音楽の作曲家に影響を与えた。
クリストファー・ノーランの2020年の映画『TENET テネット』は、そのタイトルや主要な登場人物、作中の要素の名前がSATORスクエアから取られている。